# 玉造町駅

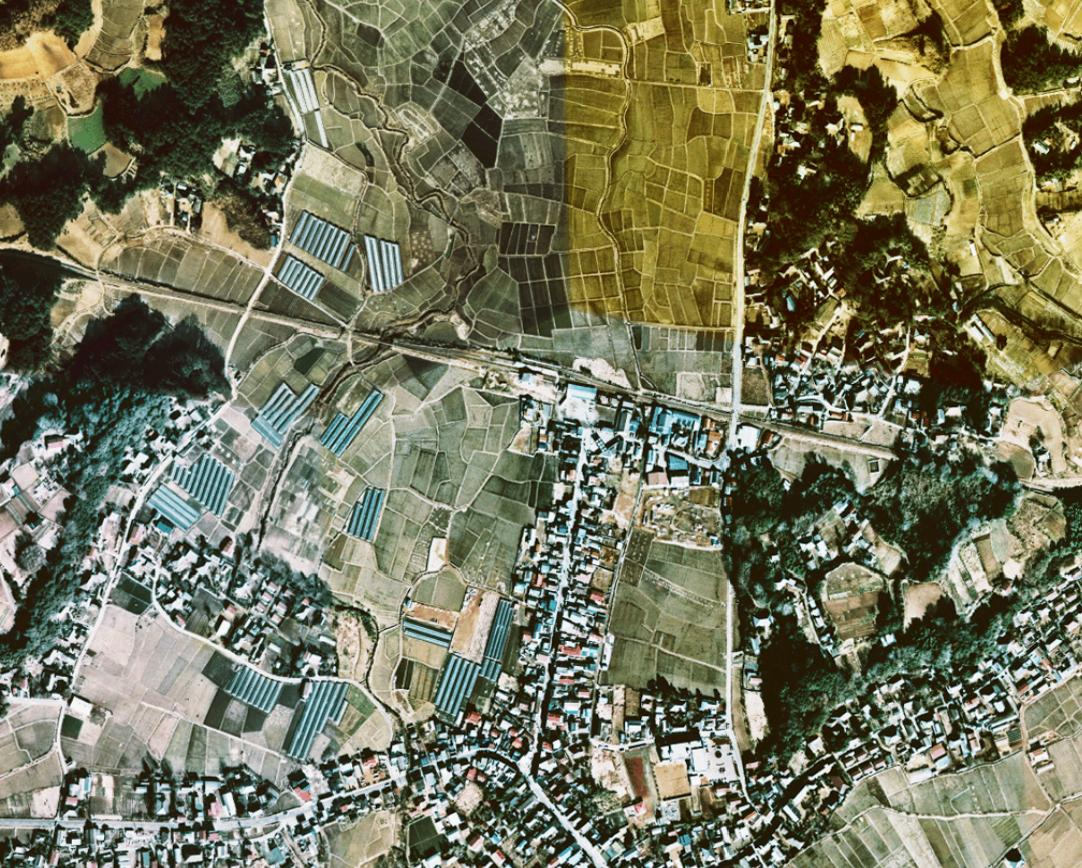
玉造町駅付近空中写真（1974年撮影 国土画像情報オルソ化空中写真（国土交通省）より）

玉造町駅（たまつくりまちえき）は、かつて茨城県行方市玉造甲にあった鹿島鉄道鹿島鉄道線の駅である。2007年（平成19年）4月1日、鹿島鉄道線の廃線にともない廃駅となった。

## 歴史
- 1928年（昭和3年）2月1日：鹿島参宮鉄道が浜駅から延伸した際の終着駅として開業[2]。
- 1929年（昭和4年）5月16日：鹿島参宮鉄道が鉾田駅まで延伸され、途中駅となる[4]。
- 1965年（昭和40年）6月1日：鹿島参宮鉄道と常総筑波鉄道が合併して関東鉄道が発足。同社鉾田線の駅となる[3]。
- 1979年（昭和54年）4月1日：鉾田線が鹿島鉄道に分社化、鹿島鉄道線の駅となる[3]。
- 1996年（平成8年）7月25日：委託化。
- 2007年（平成19年）4月1日：廃止[3]。

## 駅構造
島式ホーム1面2線に加え、南側に側線1本を有する地上駅。駅舎は線路の南側に置かれ、ホームとの間を構内踏切（遮断機・警報機あり）が結んでいた。側線の南側に接して末期まで貨物用のホームが残存、その上に倉庫と消防団の建物が建てられている。なお、ホーム上には待合所が設置されていた。
駅舎の横に置かれた男女共用の汲み取り式便所は改札内外の双方から入ることのできる構造であり、個室には大きな穴の和式便器が置かれていた。また、駅前広場にも男女別の水洗式便所が設置され、バリアフリートイレも完成した。

### のりば
| 番線 | 路線        | 方向 | 行先               |
| ---- | ----------- | ---- | ------------------ |
| 南側 | ■鹿島鉄道線 | 上り | 常陸小川・石岡方面 |
| 北側 | ■鹿島鉄道線 | 下り | 鉾田方面           |

- 1996年（平成8年）に業務委託駅となり、その状態で廃止を迎えた。末期には平日のみ係員が配置され、駅舎内の出札窓口で切符の販売等が行われた。

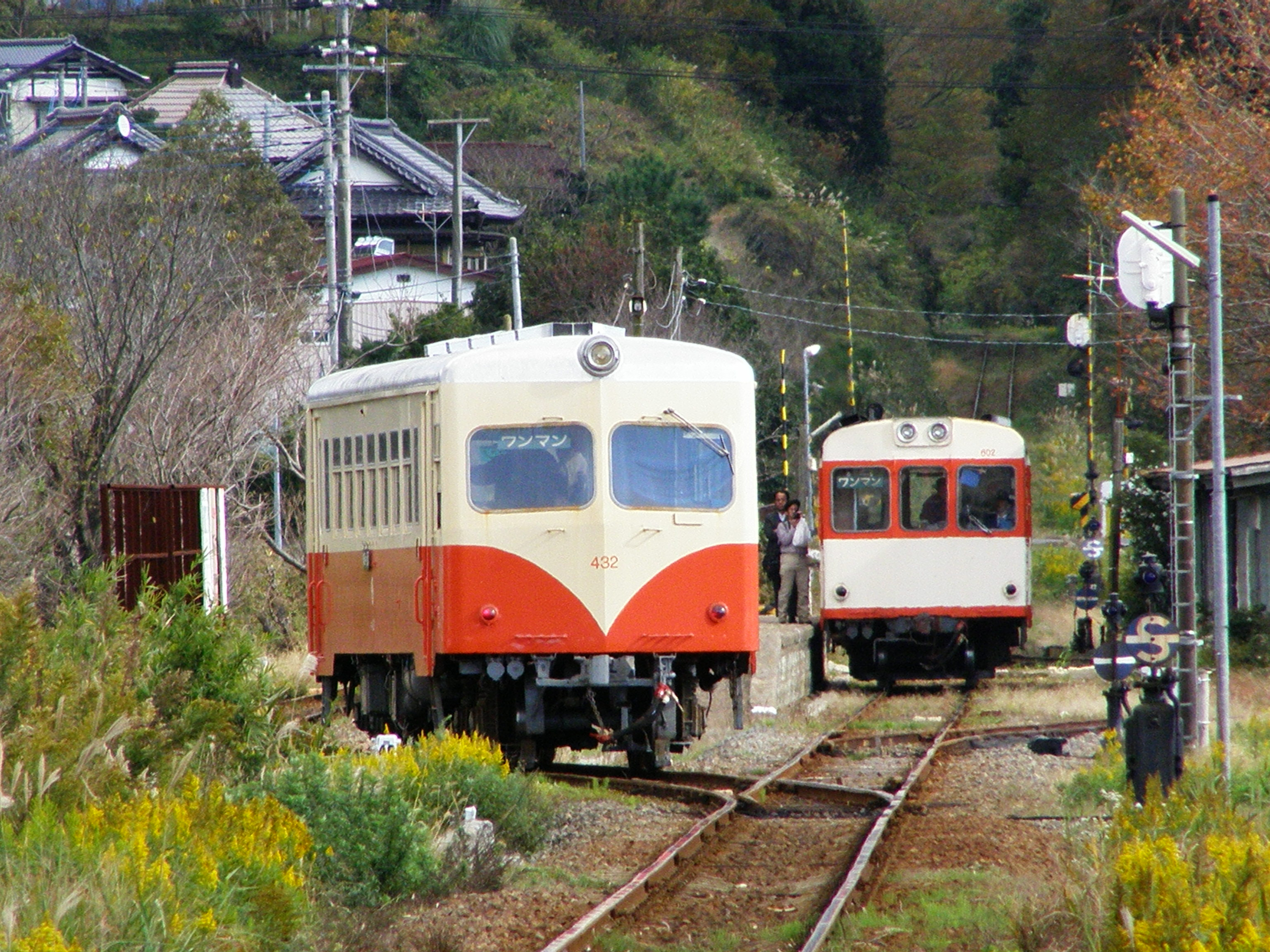
玉造町駅にて交換するキハ602とキハ432

## 駅周辺
- 関東鉄道（旧関鉄グリーンバス）「玉造駅」停留所
- 玉造郵便局
- 玉造中央商店街
- 行方市立玉造公民館
- 行方市立図書館
- 行方市役所玉造庁舎
- 行方市立玉造小学校
- 行方市立玉造中学校
- 常陽銀行
- 水戸信用金庫
- ベイシアスーパーセンター玉造店
- 国道355号

## 廃止後
廃止後間もなくして駅舎及びホームは取り壊された。前述のバリアフリートイレは、現在もある。
現在は鹿島鉄道代替バスとして、関東鉄道運行の石岡市・鉾田市の各方面への路線バス（かしてつバス）が駅前広場を経由し、石岡方面からの一部便は当バス停止まりである。規模は小さいものの実質バスターミナルの役割を果たしている。バス停の名前は「玉造駅」停留所であり、「玉造町」でも「玉造町駅」でもない。
敷地内の一部は住宅分譲地となり、2021年現在は住宅が数軒建っている。
かつては関鉄観光バス運行の潮来市方面、かすみがうら市・土浦市方面（田伏車庫経由）のバスがあった。土浦方面においては2012年6月1日より、関鉄グリーンバスが運行を担当する「霞ヶ浦広域バス」として事実上復活することになった。
現在の行先は以下のとおり。
- 石岡駅 - かしてつバス、小川駅・かしてつバス専用道経由
- 鉾田駅・新鉾田駅（一部便のみ延長運転） - かしてつバス
- 土浦駅 - 霞ヶ浦広域バス

## その他
- 2006年（平成18年）にシンガーソングライター、柴田淳の『花吹雪』 （2006年4月19日発売）のプロモーションビデオのロケが行われた。
- 2006年（平成18年）8月27日、鹿島鉄道線存続運動の共同イベント「かしてつ祭り8.27 鹿島鉄道・熱狂の日」の一環で、駅前広場にてマイク眞木、スーパーベルズ、松下アキラ（ザ・ニュースペーパー）らのショーが行われた。なお客席はブルーシートであった。
- 2007年（平成19年）2月、映画『そのときは彼によろしく』の撮影が行われた[6]。主人公の少年時代と現在、いずれも友達と別れて列車に乗り込むシーンで2度登場。同作は廃線前の鹿島鉄道で最後にロケが行われた映像作品である。

## 隣の駅
鹿島鉄道
■鹿島鉄道線
浜駅 - 玉造町駅 - 榎本駅